# Abigail (película de 2024)
Abigail es una película de terror estadounidense dirigida por Matt Bettinelli-Olpin y Tyler Gillett a partir de un guion escrito por Stephen Shields y Guy Busick. Está protagonizada por Melissa Barrera, Dan Stevens, Kathryn Newton, William Catlett, Kevin Durand, Angus Cloud (en una aparición póstuma en la película), Giancarlo Esposito y Alisha Weir como el personaje del título. La historia se inspira libremente en La hija de Drácula (1936) del director Lambert Hillyer.
La película se centra en un grupo de secuestradores que capturan y deben vigilar a Abigail, la hija de la figura más poderosa del hampa por el rescate de 50 millones de dólares, hasta que obtienen más de lo que negociaron cuando Abigail revela su verdadera naturaleza como niña vampira, cazándolos uno por uno.
Se anunció que la película estaría en desarrollo en abril de 2023, con Bettinelli-Olpin y Gillett como directores, y Shields y Busick contratados para escribir el guion. También se anunció que la película sería una coproducción entre Radio Silence Productions de Bettinelli-Olpin, Gillett y Chad Villella, Project X Entertainment de James Vanderbilt, Paul Neinstein y William Sherak, y Vinson Films de Tripp Vinson. Barrera fue elegido ese mismo mes, Weir, Stevens, Newton, Durand, Cloud y Catlett fueron contratados el mes siguiente, y Esposito completó el elenco principal en junio.
La fotografía principal comenzó ese mes en Dublín , Irlanda, pero se suspendió a principios de julio debido a la huelga SAG-AFTRA 2023. El rodaje se reanudó a finales de ese mes y concluyó en diciembre. Esta fue la última película en la que trabajó Cloud, ya que falleció el 31 de julio de 2023, poco después de terminar sus escenas; la película está dedicada a él. Brian Tyler , colaborador frecuente de Bettinelli-Olpin y Gillett, fue contratado para componer y dirigir la banda sonora de la película.
Abigail tuvo su estreno mundial en el Overlook Film Festival el 7 de abril de 2024 y Universal Pictures la estrenó en cines en los Estados Unidos el 19 de abril de 2024. La película recibió críticas generalmente positivas de los críticos y ha recaudado $42,7 millones de dólares en todo el mundo.

## Argumento
Seis criminales capturan a la bailarina de ballet Abigail, hija de una poderosa figura del inframundo de la Ciudad de Nueva York, y la llevan a una mansión apartada al norte del estado.
Al grupo, liderado por el informante Lambert, se le dice que no revelen ninguna información personal entre ellos ni a Abigail. Utilizando únicamente alias derivados del Rat Pack, el grupo está formado por la ex médica del ejército y drogadicta en recuperación Joey; Frank, el ex detective de la policía de Nueva York; la hacker rica Sammy; Dean, el conductor sociópata; el francotirador marino Rickles; y el tonto matón canadiense Peter. Después de 24 horas, cada uno recibirá un cheque de $7 millones de dólares siempre que Abigail esté a salvo. Joey es enviada a cuidarla y, mientras se unen, Joey revela que tiene un hijo. Cuando Joey se va, Abigail le advierte sobre lo que sucederá durante la noche.
Después de que Dean coquetea sin éxito con Sammy, entra al sótano y es arrastrado por un agresor invisible. Sammy escucha sus gritos e investiga solo para encontrar el cadáver decapitado de Dean. Frank se enfrenta a Abigail y exige saber quién es su padre, y descubre que el padre de Abigail es Kristof Lazar, un temido señor del crimen. Rickles intenta salir, pero el sistema de seguridad de la casa se activa y les impide entrar. Mientras buscan otra salida, Rickles es asesinado a golpes. Frank le dice a Peter que mate a Abigail solo para que Joey intervenga. Durante el altercado, Abigail de repente se transforma en vampira, lo que hace que el grupo huya aterrorizado.
Angustiado, el grupo discute cómo matar a Abigail, ya que las balas no la dañan físicamente. Frank, Peter y Sammy encuentran a Abigail bailando con el cuerpo de Dean y usan ajo, estacas y santas cruces, pero ninguno de ellos tiene éxito. Ellos se reagrupan una vez más y Joey sugiere usar un tranquilizante que Lambert les había dado antes para el secuestro. Ellos se las arreglan para tranquilizar a Abigail y encerrarla en un ascensor, aunque no antes de que ella logre morder a Sammy en el brazo.
Al despertar, Abigail revela que conoce las identidades de los secuestradores y que Lambert los preparó para que ella los matara porque todos hicieron daño a Kristof. A su vez, Joey deduce que Abigail ha estado matando a los enemigos de su padre en un intento de ganarse su amor. Ellos dejan a Frank a cargo de vigilarla; Abigail sale fácilmente de la jaula improvisada y comienza a estrangularlo. Joey arranca tablas de madera de una ventana y expone a Abigail a la luz del sol, lo que resulta ser su única debilidad. Cuando solo quedan unas horas antes del anochecer, el grupo se divide para encontrar una salida. Sin embargo, Sammy de repente se convierte en una vampira bajo el control de Abigail y se alimenta de Peter antes de matarlo. Luego, Abigail hace que Sammy ataque a Frank y Joey, lo que obliga a Joey a destruir a Sammy con la luz del sol reflejada.
Con la esperanza de desactivar las medidas de seguridad, Joey y Frank encuentran la sala de control de la mansión y se encuentran con Lambert, quien se revela como un vampiro. Lambert explica que fue convertido por Abigail en traicionar a su padre y se ofrece a convertir a Frank para que lo ayude a matar a Abigail. Frank acepta, pero apuesta a Lambert después de que este se da vuelta y domina a Abigail antes de beber su sangre, mejorando sus nuevas habilidades. Luego, él le dice a Joey que tiene la intención de convertirla en un vampiro bajo su control después de morderla. Durante la pelea, Abigail rescata a Joey y las dos forman equipo, y finalmente logran estacar al inexperto Frank. Con Frank muerto, Joey se libera de la maldición del vampiro hasta que el padre de Abigail aparece y la amenaza. Abigail logra enfrentarse a su padre y le revela que Joey le salvó la vida; él cede y permite que Joey se vaya. Al salir de la finca para reunirse con su hijo, Joey se da un capricho con una paleta.

## Reparto
- Melissa Barrera como Joey[6]
- Dan Stevens como Frank[7][8]
- Alisha Weir como Abigail[9]
- Kathryn Newton como Sammy[10]
- William Catlett como Rickles[7]
- Kevin Durand como Peter[11]
- Angus Cloud como Dean[7]
- Giancarlo Esposito como Lambert[12]
- Matthew Goode como Kristof Lazar[7]

## Producción

### Desarrollo
En abril de 2023, se informó que Radio Silence Productions estaba desarrollando una película de suspenso y monstruos para Universal Pictures, con Matt Bettinelli-Olpin y Tyler Gillett como directores, con Chad Villella como productor junto a William Sherak, Paul Neinstein y James Vanderbilt en Project. X Entertainment, mientras que Stephen Shields y Guy Busick escribirían el guion. Se afirmó que el proyecto era una adaptación moderna de uno de los personajes de Universal Classic Monsters similar en enfoque a The Invisible Man (2020) o Renfield (2023), y la sinopsis se describe como "una versión única de la historia de los monstruos legendarios y representará una dirección nueva y fresca sobre cómo celebrar los personajes clásicos". Originalmente pensado como el próximo proyecto de Bettinelli-Olpin y Gillett tras el lanzamiento de la quinta entrega de Scream, el dúo retrasó su realización hasta después de Scream VI. 
Más tarde se afirmó que el proyecto se había titulado originalmente La hija de Drácula, el mismo nombre que la película de 1936 en la que se basa ;  y Universal reafirmó que si bien habían considerado una continuidad singular con La Momia (2017), cada lanzamiento seguirá "enraizado en el género de terror, sin restricciones de presupuesto, calificación o género. No son parte de un "Un universo interconectado compartido, que permite que cada película se sostenga por sí misma. Esta nueva dirección está impulsada por los cineastas, invitando a cineastas innovadores con ideas originales y audaces para estos personajes a desarrollar las historias y presentarlas". La película se tituló oficialmente Abigail en enero de 2024. 

### Casting
En abril de 2023, Melissa Barrera fue elegida para uno de los papeles principales de la película después de haber aparecido previamente en las películas Scream del dúo cinematográfico.  El mes siguiente, Dan Stevens, Kevin Durand, Alisha Weir, Kathryn Newton, Angus Cloud y Will Catlett se unieron al elenco. En junio de 2023, se anunció que Giancarlo Esposito sería elegido para un papel secundario.  Más tarde se reveló que Weir, conocida por su papel de Matilda Wormwood en la película musical de Netflix de 2022, interpretaría a la hija de Drácula. 

### Rodaje
El rodaje de la película comenzó el 30 de junio de 2023, en Dublín, Irlanda, bajo el título provisional de Abducting Abigail, pero se suspendió en julio debido a la huelga de actores de Estados Unidos de 2023. Cloud terminó de rodar sus escenas antes de su muerte el 31 de julio. El rodaje terminó el 15 de diciembre.

### Música
Brian Tyler compuso la banda sonora de la película; colaboró con Bettinelli-Olpin y Gillett en proyectos anteriores. 

### Posproducción
En la película, hay un breve huevo de Pascua que muestra al personaje Tony Le Domas de la película Ready or Not (2019) de Fox Searchlight Pictures de Radio Silence en un retrato de la mansión. 

## Estreno
Abigail tuvo su estreno mundial en el Overlook Film Festival el 7 de abril de 2024, y Universal Pictures estrenó la película en cines en los Estados Unidos el 19 de abril de 2024. La película fue lanzada en video premium a pedido por Universal Pictures Home Entertainment en el hogar el 7 de mayo de 2024.

## Recepción

### Taquillas
Al 1 de agosto de 2024, Abigail ha recaudado $25,8 millones en los Estados Unidos y Canadá y $16,9 millones en otros territorios, actualmente ha ganado un total de $42,7 millones.
En Estados Unidos y Canadá, Abigail se estrenó junto con The Ministry of Ungentlemanly Warfare y Spy × Family Code: White, y se proyectaba que recaudaría entre 12 y 15 millones de dólares en 3.384 salas en su primer fin de semana. La película recaudó 4 millones de dólares en su primer día, incluido 1 millón de dólares de los avances del jueves por la noche. Luego debutó con $ 10,2 millones, terminando en segundo lugar en taquilla detrás de Civil War.

### Crítica
En el sitio web agregador de reseñas Rotten Tomatoes, el 84% de las 196 críticas son positivas, con una calificación promedio de 6,8/10. El consenso del sitio web dice: "Haciendo uso de tropos de vampiros gastados con un toque de ballet, Abigail baila alrededor de la familiaridad de su premisa con un elenco de juego y un estilo elegante". Metacritic , que utiliza un promedio ponderado, asignó a la película una puntuación de 62 sobre 100, basada en 37 críticas, lo que indica críticas "generalmente favorables". El público encuestado por CinemaScore le dio a la película una calificación promedio de "B" en una escala de A+ a F.
BJ Colangelo escribió en Slashfilm que "Con un reparto perfecto, momentos de humor exquisitamente sincronizados, una avalancha de giros (¿o debería decir piruetas?), una cantidad increíble de sangre, escenas de acción asesinas, y una actuación francamente trascendente de uno de los mejores actores infantiles del juego: Abigail establece el listón como la película de terror más divertida que puedes tener del año. En otras palabras, Abigail es terror en punta... Tradicionalmente, las películas. que son deliciosamente estridentes, sangrientos (y quiero decir SANGRIENTOS) y tontos están relegados a una película de serie B (no es algo malo, para que conste), pero Abigail todavía abraza la estética gótica excesiva y ornamentada de las películas de terror clásicas. El resultado es una película de vampiros de la vieja escuela con estilo y frescura modernos y una auténtica maravilla para verla con el público. Estoy seguro de que habrá muchos que piensen que estoy exagerando la película o exagerando lo buena que es, pero. Sinceramente, no cambiaría nada. Abigail es una película de terror perfecta y ya es una de las mejores películas de 2024. Lo prometo".
Manohla Dargis escribió en The New York Times que Abigail ha sido descrita como una versión de La hija de Drácula (1936), una de las películas de terror en la bóveda de Universal, algunas de las cuales ha resucitado de alguna manera. Las notas de prensa de Abigail nombran- revisa algunos títulos de vampiros, pero Daughter no está entre ellos, y por una buena razón porque hay poco que vincule a estos dos. Es una lástima que la película anterior sea una verdadera curiosidad. Está protagonizada por Gloria Holden como una condesa que se aprovecha de los hombres y. mujeres por igual, y le ruega a un médico que la ayude con su "espantosa" condición. Con sus connotaciones lésbicas, la película es un texto molesto y sabroso (los censores instaron al estudio a evitar sugerencias de "deseo sexual perverso") y la condesa un complejo. villano en una película que merece mucho la pena ver".
David Fear of Rolling Stone escribió: "Es emocionante ver a este conjunto rebotar entre sí cuando la mierda sucede y sortear la carrera de obstáculos que Bettinelli-Olpin y Gillett les han preparado en la caótica y sangrienta mitad posterior de la película. ( No estábamos bromeando sobre todo ese asunto del cuerpo explosivo). Stevens ha demostrado anteriormente una habilidad especial para interpretar a imbéciles complicados, y ese talento se vuelve refinado aquí, quien es un hallazgo en términos de interpretar a un demonio centenario en el mundo. El cuerpo de una adolescente le da un giro enfermizo y agudo a muchas de sus líneas más jugosas. Cloud (QEPD) y Durand encuentra diferentes formas de mostrar el ingenio poco inteligente de sus personajes, Newton te recuerda una vez más que es una carterista de primer nivel. cuando se trata de robar escenas, y Barrera asume el papel de la extraordinaria reina del grito de acero de una manera que te hace esperar que realmente tenga una larga carrera por delante en lugar de una carrera abortada que ya está detrás de ella".